# Miracle eucharistique de Bolsena

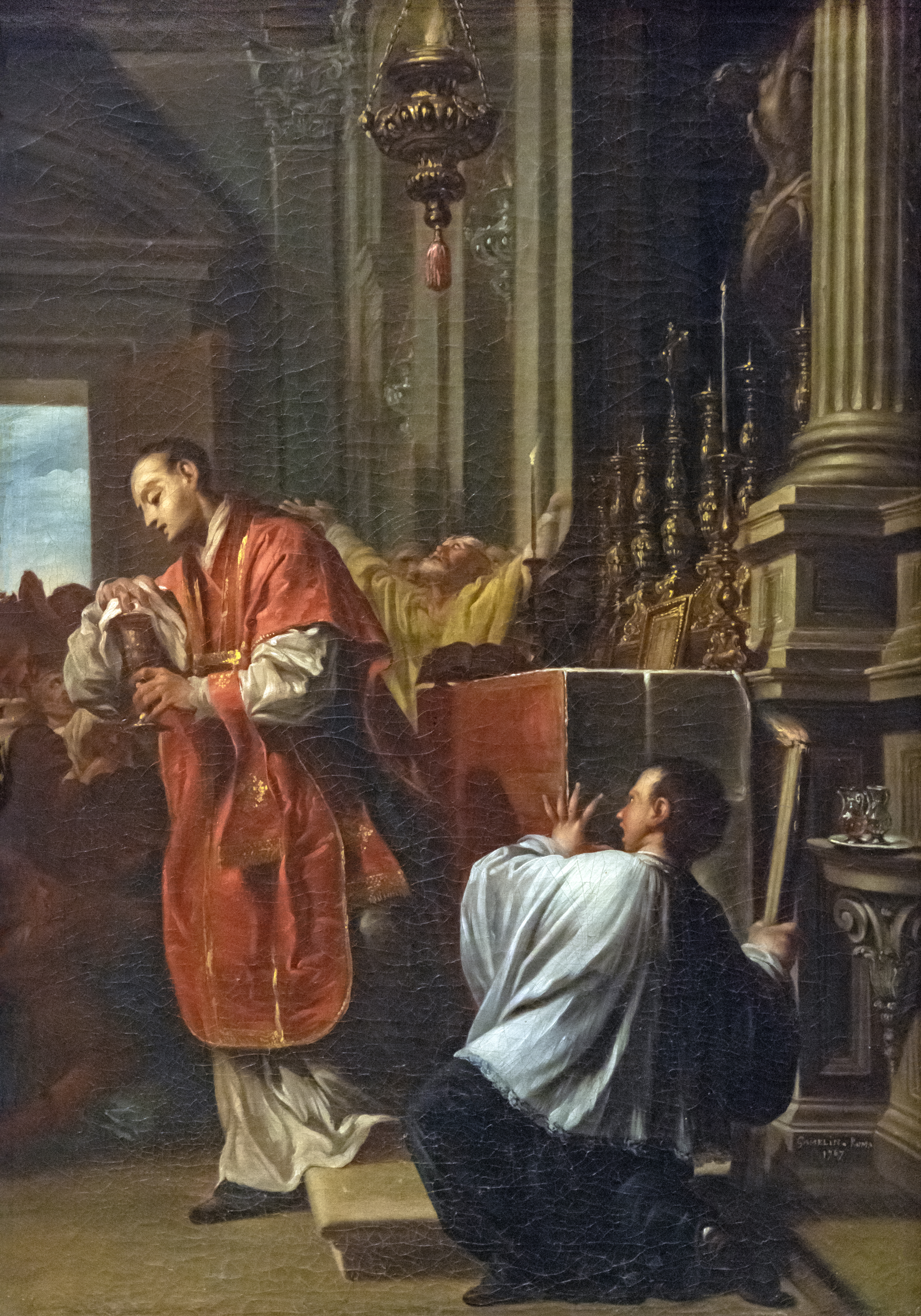
Le Miracle de Bolsena par Jacques Gamelin, musée des Beaux-Arts de Carcassonne.

Le miracle eucharistique de Bolsena est un miracle eucharistique qui aurait eu lieu à Bolsena, Italie, en 1263, lorsque, pendant le canon de la messe, l'hostie consacrée se serait transformée en chair et en sang, et aurait laissé des traces de sang sur le corporal (pièce de tissu sur lequel reposent l'hostie et le calice).
Ce miracle aurait contribué à la prise de décision du pape Urbain IV d'instituer la Fête-Dieu (également appelée fête du Corpus Christi).

## Les récits du miracle

### Premières traces
Des documents du XIIIe siècle situeraient le miracle de Bolsena bien avant sa datation traditionnelle de 1263,.
En 1664, est retrouvé un minuscule rouleau dans une cachette à l'intérieur du tabernacle de marbre contenant le reliquaire du corporal, sur lequel est écrit en latin : « Le Sang du Christ a été répandu sur ce corporal qui doit être gardé avec le plus grand soin ». L'analyse paléographique de l'écriture indique qu'elle appartiendrait au notaire Serafino, actif entre 1211 et 1215. Le quatrième concile du Latran (1215) demandait une plus grande attention à l'égard de l'Eucharistie et des reliques. L'écriture de la bandelette, et celle d'une seconde bandelette (retrouvée en 1917 lors d'une reconnaissance "photographique") avec l'écriture latine : « Relique du Sang du Christ », auraient été rédigées entre décembre 1215 et mai 1216.

### Premiers récits
Le plus ancien récit du miracle serait une représentation sacrée ("sacra rappresentazione", représentation théâtrale) du miracle datée entre 1290 et 1344. Elle est connue d'après un manuscrit constitué en avril 1405 par Beltramo de Léonard, disciplinaire de la confrérie Saint François d'Orvieto (it), contenant 37 de ces représentations. Selon ce récit, un "prêtre lointain d'Alta Magna" qui "parlait une langue étrangère" avait des doutes sur la présence réelle. Sur le chemin du retour d'un pèlerinage à Rome, il fait étape à Bolsena et, lors de la célébration de la messe, durant la consécration, l'hostie se transforme en chair dont le sang tache le corporal et les dalles. Le prêtre s'enfuit à l'issue de la messe ; les prêtres de Bolsena récupèrent les reliques et un pèlerin en informe l'évêque d'Orvieto. L'évêque s'entretient avec le pape puis se rend à Bolsena pour récupérer les reliques et rentre en direction d'Orvieto. Il rencontre une procession venue d'Orvieto au pont de Rio Chiaro.
Bien que la légende du miracle la situe de son vivant, le pape Urbain IV n'en fait pas mention dans la bulle de 1264 par laquelle il a établi la fête du Corpus Christi, possiblement par prudence. Les biographes contemporains d'Urbain IV se taisent : les Rerum Italicarum scriptores (en) (vol. III, pt. l, 400ff), compilées par Muratori (1672-1750), et Thierricus Vallicoloris, qui, dans sa vie du pape en vers latins, décrit en détail tous les événements du séjour du pontife à Orvieto, à aucun moment ne fait allusion à un miracle à Bolsena.

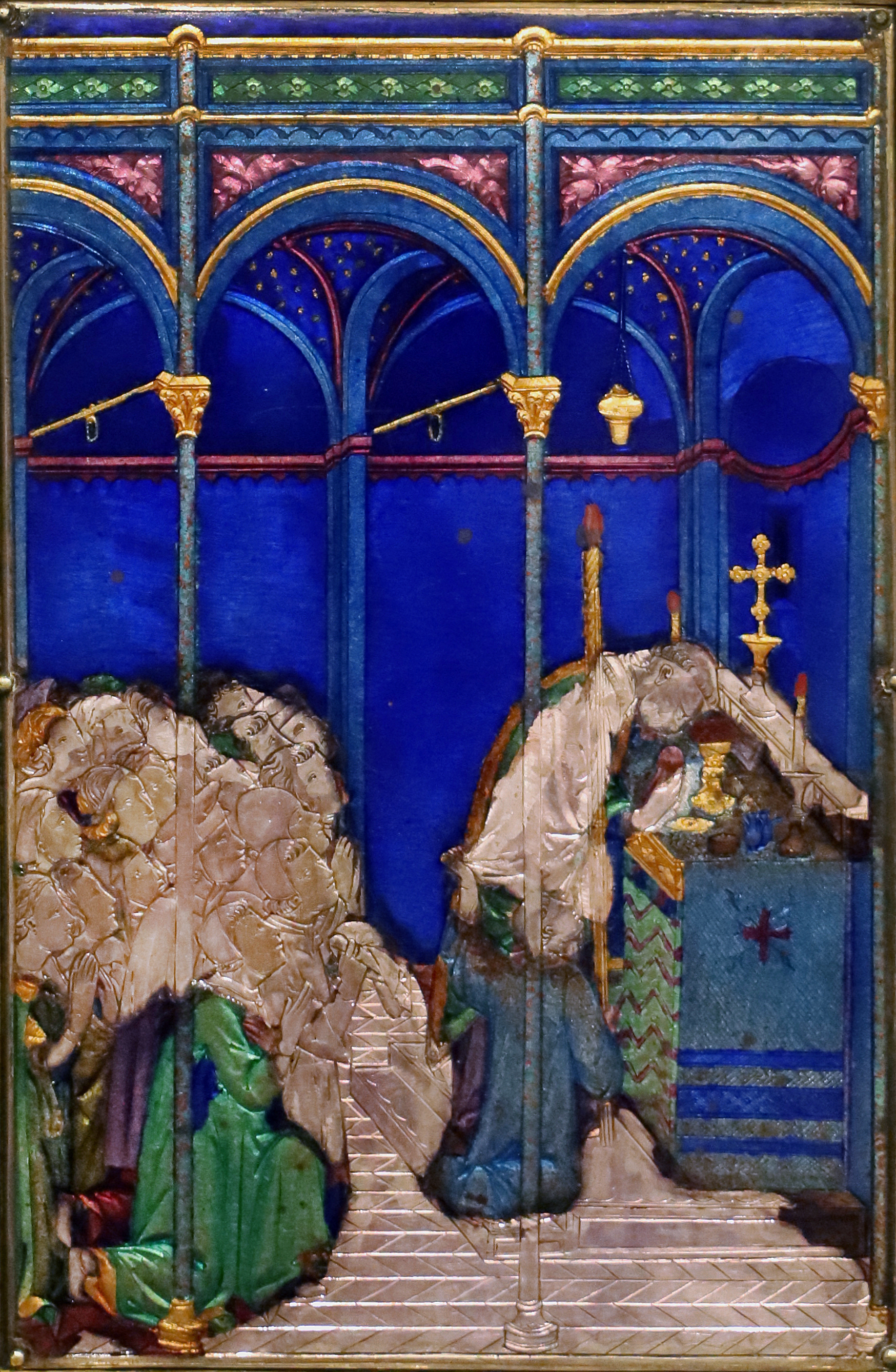
Scène émaillée de la Messe de Bolsena sur le reliquaire (1337-1338) du corporal par Ugolino di Vieri, Museo dell'Opera del Duomo d'Orvieto.

En 1337-1338, l'orfèvre siennois Ugolino di Vieri fabrique le reliquaire du corporal. Celui-ci représente, sur huit des vingt-quatre panneaux émaillés, l'histoire du miracle :
- La messe se déroule en présence de fidèles (panneau 1) ;
- un tonsuré (peut-être le prêtre lui-même) informe le pape et la curie du miracle (panneau 2) ;
- le pape charge l'évêque d'Orvieto de récupérer les reliques (panneau 3) ;
- l'évêque procède à la reconnaissance du miracle et récupère les reliques (panneau 4) ;
- l'évêque rapportant les reliques avec le clergé et le peuple rencontre le pape venant de Bolsena sur le pont de Rio Chiario et lui montre les reliques (panneau 5 et 6, épisode non présent dans la "sacra rappresentazione") ;
- le pape montre les reliques à la curie et aux habitants d'Orvieto (panneau 7, scène inédite) ;
- le pape dicte un texte (probablement la bulle Transiturus) à un dominicain (panneau 8, scène inédite)[3].

Dans le bref Etsi devota du 13 février 1344, Clément VI, évoquant ce sujet, emploie uniquement les mots propter quoddam miraculum (« à cause d'un certain miracle »).
Le 3 août 1362, le notaire Cecco Pietri est payé pour retranscrire l'histoire du miracle (écrite avant 1344) déjà existante dans la cathédrale d'Orvieto, en vue de l'exposer à l'entrée de la Chapelle du Corporal. Aucune trace n'a été retrouvé de ce parchemin, dont l'existence est attestée par d'autres documents de l'époque.
Le Cathalogus (rédigé entre 1369 et 1372) de Pietro de' Natali mentionne également ce miracle, indiquant 1263 comme date du prodige, Viterbe comme lieu (référence à la présence de la curie et à la mémoire d'Urbain IV), et décrivant le miracle comme cause motivante de l'institution de la Fête-Dieu.
Le bref Quamvis Cum de Grégoire XI, daté du 25 juin 1377, raconte brièvement le miracle : à Bolsena, durant la consécration, le prêtre ayant des doutes voit l'hostie se transformer en chair et en sang, tachant le corporal. Le récit du miracle serait codifié ultérieurement.

### Récits codifiés
Selon ces récits, en 1263, un prêtre (ou moine) en visite (identifié dans des écrits ultérieurs comme étant Allemand ou Bohémien, et appelé "Pierre de Prague") aurait eu des doutes sur la présence réelle. Durant la messe dans l'église Sainte-Christine de Bolsena, au moment de la consécration, l'hostie se serait mise à saigner dans ses mains et sur le corporal. Le miracle serait ensuite authentifié, et la relique du corporal apportée à Urbain IV à Orvieto.
Au milieu du XVe siècle, de nombreuses références au miracle se retrouvent dans des sermons du prédicateur dominicain Léonard d'Udine (In festo Corp. Christi, XIV, éd. Venise, 1652, p. 59) et d'Antonin de Florence (Chronica, III, 19, xiii, 1). Ce dernier ne dit cependant pas, comme le prétend la légende locale, que le prêtre doutait de la Présence Réelle du Christ dans la Saint Eucharistie, mais seulement que quelques gouttes du calice tombèrent sur le corporal.
Le miracle de Bolsena est relaté au XVIe siècle dans l'inscription sur une dalle de marbre rouge de l'église Sainte-Christine.
Au début des années 1990, un chercheur tchécoslovaque découvre dans les archives du Vatican une lettre pontificale, datée du 4 juin 1264 à Orvieto, par laquelle le Magistro Pietro, chanoine de Prague, obtient une dispense de sa fonction de chanoine pour exercer ses services de protonotaire auprès du roi de Bohême Ottokar II. Pierre de Prague se serait trouvé à Orvieto avec Urbain IV le 4 juin 1264, et arrive à Prague le 17 juillet. Il se trouvait encore à Vienne le 17 mars 1264.

## Les reliques du miracle

### Le corporal de Bolsena
Le corporal de Bolsena est conservé dans un reliquaire conservé dans la chapelle du Corporal de la Cathédrale d'Orvieto. Les 83 taches rougeâtres sur le tissu (identifiés en dépôts de sang, divisé en plasma et sérum, lors des photographies sous ultraviolets de 2015,), montrent le profil d'un visage similaire à ceux qui représentent traditionnellement Jésus-Christ.

### L'hostie du miracle
Depuis 1338 l'hostie était conservée à Orvieto dans le même reliquaire que le corporal. Le rapport de l'inspection de 1658 dit que les fragments présumés de l'hostie sont retrouvés dans une boite circulaire en argent.
En 1949, une équipe composée d'historiens, de chimistes et de médecins, date l'hostie entre 1260 et 1270. En 1979, les fragments de l'hostie et le corporal ont été examinés et photographiés.

### Les dalles de marbre

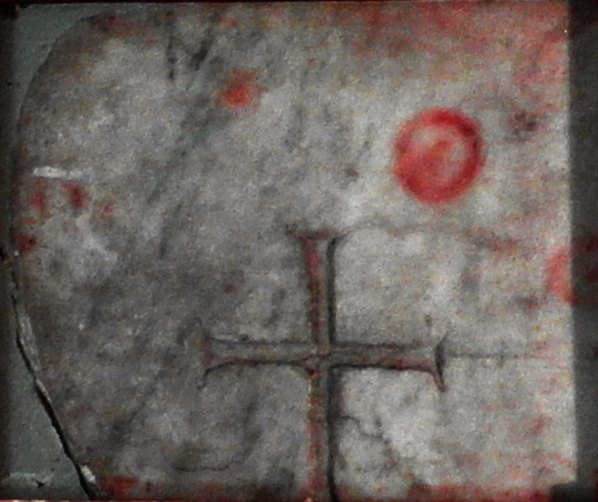
Dalle de marbre avec le sang du miracle conservée dans la basilique Sainte-Christine de Bolsena.

Cinq dalles de marbre qui seraient tachées du sang du miracle subsistent. L'une a été donnée en 1574 à l'église de Porchiano del Monte (it), et les quatre autres sont conservées dans la Chapelle du Miracle à Bolsena depuis 1704.

### L'autel
L'autel, datant du VIIIe siècle, sur lequel se serait produit le miracle, est situé depuis la première moitié du XVIe siècle dans la crypte de la Basilique Sainte-Christine (it) de Bolsena.

## Position et interprétation de l'Eglise catholique
Le « Miracle de Bolsena » est considéré par l'Église catholique romaine comme une révélation privée, ce qui signifie que les catholiques n'ont pas d'obligation d'y croire.
L'apparition du sang est considérée comme un miracle pour affirmer la doctrine catholique romaine de la transsubstantiation, qui stipule que le pain et le vin deviennent le Corps et le Sang du Christ au moment de la consécration pendant la messe.
Ce serait à la suite du miracle de Bolsena qu'Urbain IV publie, le 8 septembre 1264, la seconde édition de la bulle Transiturus (dont la première version datée du 11 août 1264 est destinée au patriarcat de Jérusalem) instituant la Fête-Dieu (aussi appelée fête du Corpus Christi) le jeudi suivant le premier dimanche après la Pentecôte,. Toutefois, cette bulle ne mentionne pas le miracle, possiblement par prudence. Toujours en 1264, probablement le 19 juin, une procession du Saint-Sacrement a lieu à Orvieto en présence du pape et de la curie, célébrant la fête du Corpus Christi.
En 1976, depuis Bolsena, le pape Paul VI salue le "miracle de Bolsena" qui "ravive" le culte de l'Eucharistie. Une quinzaine de papes se sont rendus sur place vénérer les reliques du miracle.

## Commémorations et représentations

### Représentations

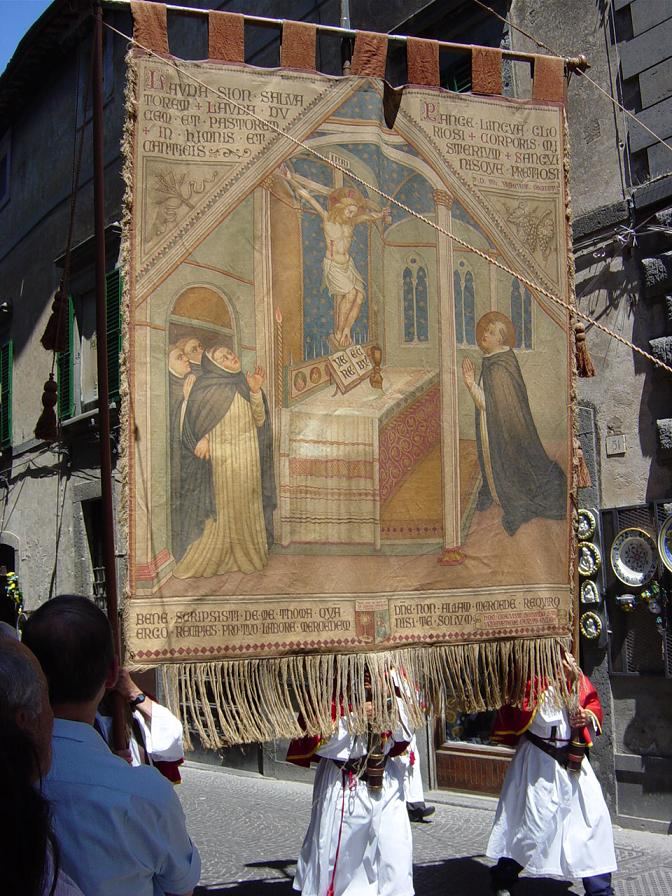
Une tapisserie représentant le miracle de Bolsena dans le cadre de la procession du Corpus Christi à Orvieto

La plus ancienne représentation visuelle du miracle est l'ensemble des représentations en émail ornant le devant du reliquaire du corporal, réalisé par l'orfèvre siennois Ugolino di Vieri en 1337-1338.
Entre 1350 et 1356, est construite la Chapelle du Corporal pour abriter la relique du miracle. Elle est située dans le transept gauche de la cathédrale d'Orvieto, et est peinte à fresque dans les années 1357-1364 par Ugolino di Prete Ilario. Les fresques représentent notamment le récit du miracle.
En 1496, le sculpteur Benedetto Buglioni représente le miracle en majolique.
Une fresque représentant le miracle, intitulée La Messe de Bolsena, a été peinte en 1512 par l'artiste italien de la Renaissance Raphaël et ses aides. Elle se trouve dans la Chambre d'Héliodore, une des Chambres de Raphaël dans le palais apostolique du Vatican.
En 1767, Jacques Gamelin réalise à Rome une peinture du miracle d'après une esquisse de Francesco Trevisani (conservée à l'Accademia di San Luca à Rome). Le tableau se trouve au musée des Beaux-Arts de Carcassonne.

### A Orvieto

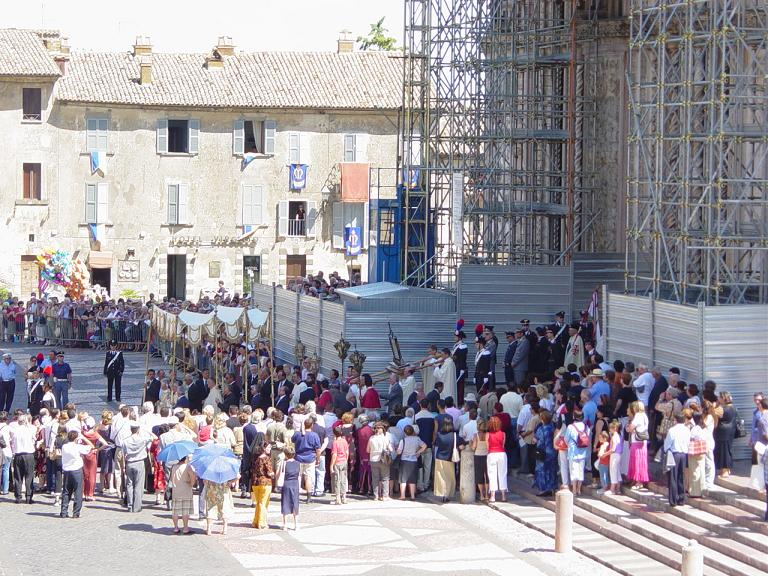
Le corporal de Bolsena quitte le Duomo d'Orvieto dans le cadre des célébrations du Corpus Christi

La fête du Corpus Christi (dont l'institution en 1264 par Urbain IV est liée au miracle de Bolsena) est l'une des principales festivités de la ville d'Orvieto, au cours de laquelle le corporal du miracle défile dans la ville en grande pompe. La première attestation de la procession avec le corporal remonte à 1337.

## Analyses scientifiques

### Hypothèse bactériologique
La Serratia marcescens, parfois appelée "Monas prodigiosa", est une bactérie qui forme un pigment rouge sang (“prodigiosine”) en se développant à température ambiante sur des aliments contenant des glucides. Ces bactéries donnent l'impression de sang coagulé lorsqu'elles se confluent en colonies.
Découverte en 1819 en Italie, cette bactérie est parfois citée comme origine potentielle du miracle de Bolsena, mais des dépôts de sang (divisé en plasma et sérum) sont identifiés sur la relique du miracle lors des photographies sous ultraviolets de 2015,.

### Photographies sous ultraviolets
Du 5 février au 27 mars 2015, notamment sous la supervision du Docteur Ester Giovacchini (experte en restauration et conservation de tissus anciens), des analyses sont effectuées en vue de la restauration de la relique du corporal. Des photographies du corporal sont prises à la lumière normale avec des flashs, et d'autres sous ultraviolets,.
Les photographies sous ultraviolets mettent en évidence la présence de sang divisé en plasma et sérum,. La division des dépôts de sang en plasma et sérum rappelle celle du Linceul de Turin.